# زن مارگزیده
زن مارگزیده (انگلیسی: Woman Bitten by a Serpent) یک تندیس مرمر اثر اگوست کلیزینگر، مجسمه‌ساز اهل فرانسه است که سال ۱۸۴۷ ساخته و در سالن (پاریس) به نمایش گذاشته شد. این اثر اکنون در موزه اورسی نگهداری می‌شود.